# Гавранек Богуслав
Богуслав Гавранек (чеськ. Bohuslav Havránek, 30 січня 1893, Прага — 2 березня 1978, Прага) — чеський мовознавець, академік Чехословацької АН (з 1952). Професор Брненського (з 1929) і Празького (з 1945) університетів. Зробив значний внесок у розробку функціонально-структурної теорії Празького лінгвістичного гуртка. Праці з порівняльно-історичного слов'янського мовознавства, з історії й діалектології чеської мови.

## Біографія
Народився 30 січня 1893 року у Празі.
Після закінчення Академічної гімназії в Празі у 1912 році вивчав чеську та латинську мови (1913—1917) на факультеті мистецтв Карлового університету, а також слов'янську, класичну, балтійську та давньоіндійську філологію. У 1917 році він здобув докторську ступінь. З 1917 по 1929 рік він працював в гімназіях в Празі, він також працював у Відділку словника чеської мови при Чеській академії наук. У 1926 році він брав участь у заснуванні Празького лінгвістичного гуртка, а в наступні роки був сп івавтором його лінгвістичної теорії та методології.
Під час перебування в Брно він зблизився з представниками Лівого фронту, чеської лівої організації, заснованої у 1929 році. У 1930-х роках він став головою Товариства зв'язків з СРСР у Брно і залишався ним до його розпуску в 1939 році.

## Праці
- Класи дієслів у слов'янських мовах (т. 1-2, 1928-37),
- Чеські діалекти (1934),
- Розвиток чеської літературної мови (1936),
- Студії про літературну мову (1963) та інші

## Виноски
1. 1 2 3  Deutsche Nationalbibliothek Record #118979108 // Gemeinsame Normdatei — 2012—2016.
2. 1 2  Bibliothèque nationale de France BNF: платформа відкритих даних — 2011.
3. ↑  Гавранек Богуслав // Большая советская энциклопедия: [в 30 т.] / под ред. А. М. Прохорова — 3-е изд. — Москва: Советская энциклопедия, 1969.
4. ↑  Чеська національна авторитетна база даних
5. ↑  Архів образотворчого мистецтва (Чехія)
6. 1 2 3  Vědecká knihovna v Olomouci REGO
7. ↑  BillionGraves — 2011.
8. 1 2  Studenti pražských univerzit 1882–1945